# Comuna Motovun, Istria
Motovun este o comună în cantonul Istria, Croația, având o populație de 1.004 locuitori (2011).

## Demografie
Componența etnică a comunei Motovun
     Croați (62,05%)
     Italieni (9,76%)
     Necunoscut (1%)
     Neclasificat (21,81%)
Componența confesională a comunei Motovun
     Catolici (79,08%)
     Fără religie și atei (5,28%)
     Necunoscută (12,65%)
     Alte religii (2,99%)
Conform recensământului din 2011, comuna Motovun avea 1.004 locuitori. Din punct de vedere etnic, majoritatea locuitorilor (62,05%) erau croați, existând și minorități de afiliați religios (19,52%) și italieni (9,76%). Apartenența etnică nu este cunoscută în cazul a 1,0% din locuitori. Din punct de vedere confesional, majoritatea locuitorilor (79,08%) erau catolici, cu o minoritate de persoane fără religie și atei (5,28%). Pentru 12,65% din locuitori nu este cunoscută apartenența confesională.